# NGC 6844
NGC 6844 (również PGC 64025) – galaktyka spiralna (Sb), znajdująca się w gwiazdozbiorze Pawia. Odkrył ją 22 czerwca 1835 roku John Herschel.